# Instant Family
Instant Family (bra: De Repente uma Família; prt: Família Instantânea) é um filme estadunidense de comédia dramática de 2018 estrelada por Mark Wahlberg e Rose Byrne como pais que adotam três crianças pequenas, interpretadas por Isabela Moner, Gustavo Escobar (Gustavo Quiroz) e Julianna Gamiz. Também estrelado por Margo Martindale, Julie Hagerty, Tig Notaro e Octavia Spencer, o filme é dirigido por Sean Anders, que escreveu o roteiro com John Morris, baseado em parte nas próprias experiências de Anders.
Instant Family foi lançado nos Estados Unidos em 16 de novembro de 2018. O filme arrecadou mais de US$120 milhões em todo o mundo e foi chamado de "comédia sincera e comovente" pelos críticos, que também elogiaram as performances.

## Elenco
- Mark Wahlberg: Peter "Pete" Wagner
- Rose Byrne: Elinore "Ellie" Wagner
- Isabela Moner: Elizabeth "Lizzy" Wagner
- Tig Notaro: Sharon, uma das assistentes sociais que orientam os futuros pais no processo de adoção
- Margo Martindale: Sandy Wagner, mãe autoritária e de bom coração de Pete
- Julie Hagerty: Jan, mãe de Ellie
- Michael O'Keefe: Jerry, pai de Ellie
- Octavia Spencer: Karen, a outra assistente social que orienta os futuros pais no processo de adoção
- Tom Segura: Russ, marido de Kim
- Gustavo Escobar: Juan Wagner
- Julianna Gamiz: Lita Wagner
- Allyn Rachel: Kim, irmã de Ellie
- Charlie McDermott: Stewart, colega de trabalho de Pete
- Valente Rodriguez: juiz Martin T. Rivas, juiz do Tribunal de Adoção
- Carson Holmes: Charlie
- Nicholas Logan: Jacob
- Joselin Reyes: Carla
- Eve Harlow: Brenda
- Iliza Shlesinger: October
- Andrea Anders: Jessie
- Gary Weeks: Dirk

## Produção
Rose Byrne se juntou ao elenco do filme em 17 de novembro de 2017. Isabela Moner co-estrela ao lado de Mark Wahlberg pela segunda vez, depois de trabalharem juntos anteriormente em Transformers: The Last Knight em 2017. Octavia Spencer, Tig Notaro, Iliza Shlesinger, Gustavo Escobar (Gustavo Quiroz), Julianna Gamiz e Tom Segura foram adicionados ao elenco em fevereiro de 2018, com as filmagens iniciando no mês seguinte e durando até 14 de maio.

## Lançamento
Instant Family foi originalmente agendado para lançamento nos Estados Unidos em 15 de fevereiro de 2019, antes de ser transferido três meses, para 16 de novembro de 2018. Em 10 de novembro de 2018, foi anunciada a estréia do filme em 11 de novembro em Los Angeles seria cancelado devido ao incêndio de Woolsey, mas que uma triagem ocorreria em um centro de evacuação para as vítimas dos incêndios. Instant Family tornou-se disponível em Digital em 19 de fevereiro de 2019 e em DVD/Blu-Ray em 5 de março de 2019.
Instant Family foi classificado como PG na Austrália e M na Nova Zelândia.

## Recepção

### Bilheteria
Instant Family arrecadou US$67,4 milhões nos Estados Unidos e Canadá, e US$53,2 milhões em outros territórios, para um total mundial de US$120,6 milhões, contra um orçamento de produção de US$48 milhões.
Nos Estados Unidos e Canadá, Instant Family foi lançado ao lado de Fantastic Beasts: The Crimes of Grindelwald e Widows, e foi projetado para arrecadar US$15-20 milhões em 3,258 cinemas em seu fim de semana de estreia. Ele fez US$4,8 milhões em seu primeiro dia, incluindo US$550,000 nas prévias de quinta-feira à noite. Ele estreou com US$14,7 milhões, terminando em quarto lugar nas bilheterias. Deadline Hollywood disse que a estreia, em comparação com o orçamento de US$48 milhões, não era espetacular, mas que havia esperança de que o filme possa ter melhor bilheteria durante o Dia de Ação de Graças. Em seu segundo fim de semana, o filme caiu 14% para US$12,5 milhões (incluindo US$17,4 milhões durante o feriado de Ação de Graças de cinco dias), terminando em sexto.

### Resposta da crítica
No agregador de críticas Rotten Tomatoes, o filme tem um índice de aprovação de 81% com base em 145 resenhas e uma classificação média de 6,56/10. O consenso crítico do site diz: "Instant Family pode não capturar a complexidade da adoção na vida real, mas apropriadamente para o vínculo incondicional que honra, esta comédia dramática falha, mas bem-intencionada, em última análise, vale o investimento". No Metacritic, o filme tem uma pontuação média ponderada de 57 de 100, com base em 28 críticos, indicando "críticas mistas ou médias". O público entrevistado pela CinemaScore deu ao filme uma nota média de "A" em uma escala de A+ a F, enquanto cinéfilos relatados por PostTrakos deram-lhe uma pontuação geral positiva de 83% e uma "recomendação definitiva" de 61%.